# Axel Andersson (konstnär)
Axel Gustaf Andersson, född 20 mars 1886 i Maria Magdalena församling, Stockholm, död 3 september 1956 i Högalids församling, Stockholm, var en svensk tecknare och animatör.
Andersson var under flera år anställd som reklamtecknare hos Hasse W Tullbergs Filmindustri där han utförde Tullberg-Films kartor, rekonstruktioner statistik och tecknade filmer. Efter att han slutade sin anställning startade han företaget Tecknad film. Han är begravd på Skogskyrkogården i Stockholm.

## Filmografi roller
- 1922 – En vikingafilm